# كامبولونغو باس
كامبولونغو باس (بالإنجليزية: Campolungo Pass)‏ هو أحد جبال سلسلة جبال الألب ليبونتيني وجزء من القمة الأم يقع في كانتون تيسينو, سويسرا. يبلغ ارتفاع الجبل حوالي 2318 متر، بينما يبلغ ارتفاع نتوء الجبل متر.